# شهرک مرکز تحقیقات منطقه البرز
شهرک مرکز تحقیقات منطقه البرز یک منطقهٔ مسکونی در ایران است که در دهستان محمدآباد (کرج) واقع شده‌است. شهرک مرکز تحقیقات منطقه البرز ۲۵ نفر جمعیت دارد.